# سوق المناصب (السياني)

تعديل مصدري - تعديل

سوق المناصب محلة تابعة لقرية عدن الاشلوح، التابعة لعزلة الدامغ بمديرية السياني إحدى مديريات محافظة إب في الجمهورية اليمنية.، بلغ تعداد سكانها 174 حسب تعداد اليمن لعام 2004.